# Поколение Бета

Схема поколений Западного мира.

Поколение Бета — поколение, следующее после поколения Альфа. К нему относятся люди, которые родились в период с 2025 по 2039 годы.
Считается, что новое поколение продлится до 2039 года, а к 2035 году поколение Бета будет составлять 16% населения Земли. Они станут детьми младших представителей миллениалов и старших представителей поколения Z.

## Общие черты и мнение
По мнению демографа Марка Маккриндла, рожденные после 2025 года дети будут жить в эпоху, когда автоматизация и искусственный интеллект будут полностью интегрированы в повседневную жизнь. В частности, они могут стать первым поколением, которое на постоянной основе пользуется беспилотным транспортом[в какой стране?] и устройствами дополненной реальности[в какой стране?].
Маккриндл предполагает, что родители поколения бета, которые в основном являются представителями поколения Z, могут придерживаться иного подхода к использованию социальных сетей, чем их предшественники.
“В то время как многие родители поколения миллениум использовали социальные сети для документирования жизни своих детей, поколение Z с юных лет знает больше как о положительных сторонах, так и о проблемах, связанных с использованием социальных сетей. Родители поколения Z чаще соглашаются с тем, что ограничение времени, проводимого ребенком за экраном, является для них приоритетной задачей”, - заявил он в интервью NBS News.
Исследователь поколений Джейсон Дорси отметил, что Бета-поколения будут рождаться в постпандемическом мире, о чем они узнают на уроках истории[обтекаемое выражение].
Как поколение Z и поколение Альфа, поколение Бета будет потреблять контент и развиваться в социальных сетях. Пока неизвестно, как будут развиваться эти средства массовой информации в ближайшее десятилетие. Однако эксперты предполагают, что родители поколения Z могут предпочесть оградить своих детей от постоянного пребывания в сети. Поколение Z больше знает как о положительных сторонах[каких?], так и о проблемах[каких?], которые возникают при использовании социальных сетей с раннего возраста. Поколение Бета вырастет в эпоху, характеризующуюся стремительным технологическим прогрессом[почему?]. В отличие от своих предшественников, они будут не просто адаптироваться к технологиям, а погружаться в них с самого начала. Умные дома, инструменты, работающие на искусственном интеллекте, и виртуальная реальность могут стать[почему?] для них неотъемлемыми аспектами повседневной жизни.

## Демография
Поколение Бета появилось в период снижения рождаемости, и в 2035 году вероятно, составит около 16% населения Земли. По прогнозам, численность поколения Бета достигнет 2,1 миллиардов человек, превысив 2 миллиарда поколения Альфа. Многие представители поколения Бета, вероятно, доживут до 22-го века.